# Моргунов, Вячеслав Николаевич
Вячесла́в Никола́евич Моргуно́в (11 марта 1907, Москва — 18 ноября 1976, там же) — советский футболист и футбольный судья. Судья всесоюзной категории по футболу (20.04.1937) и хоккею с шайбой (1949).

## Спортивная карьера
Футболист
В 1924—30 годах выступал за «Гознак» и ЗКПФ.
Судья
В качестве главного судьи в классе «А» провёл 137 матчей (1936—1951).
Также трижды судил (судья на линии) матчи финалов Кубков СССР (3): 1948 и 1951.

## Достижения
Списки лучших футбольных судей СССР (3): 1948, 1950, 1951

## Личная жизнь
- Бусько, Ольга Андреевна — супруга.